# 현상학적 교육사상
현상학적 교육사상(現象學的敎育思想)은 교육의 사상 그 자체의 본질을 객관적으로 인식하고 기술하려는 입장을 취한다. 인격주의 교육이 인격을 중시하고, 비판주의 교육사상이 교육을 이성화의 과정에서만 보려 하고, 문화주의 교육사상이 교육을 문화와 관련해서 생각하는 데 반(反)해 나타난 사상이다. 그 대표적 이론가는 독일의 크리크이다.

## 학자

### 크리크
에른스트 크리크(Ernst Krieck, 1882-1947)는 독일의 현상학적 교육사상가·실무가이다. 사범학교 졸업 후 약 20년간 초등학교 교사로 근무했고, 1923년 프랑크푸르트 교육대학 교수를 역임했다. 나치스 집권 후 그의 사상이 나치스의 이상과 합치된다 하여 교육계의 최고지도자가 되었고, 1933년 하이델베르크 대학 총장을 역임했다. 저서로는 <교육의 철학>(1922), <문화민족의 교육조직>(1927) 및 <교육철학>(1930) 등이 있다.  그는 교육을 다만 학교교육에 한하지 않고 인간사회에 언제, 어디서나 이루어져야 할 사회의 근본기능으로 보았고, 사회는 모든 개인활동을 떠받치며 개인에 앞서 존재하는 전체자라야 한다고 했다. 또 교육은 사회의 성원이 스스로가 속해 있는 사회에 순응하는 것에 불과하다고 본다. 그 예로,
① 인간 상호간의 무의식적 영향,
② 의식은 하고 있으나 뚜렷한 교육적 의도를 갖지 않는 경우,
③ 교육적 의도하에서 행하여지는 경우 등을 들었다.
또 교육의 주체·객체라는 면에서,
① 사회가 개인을 교육하고, 사회가 타사회를 교육하며, 사회가 사회 자신을 교육한다.
② 개인이 다른 개인을 교육하고, 개인이 사회를 교육하며, 개인이 자기자신을 교육하는 것 등으로 구분했다.
```
이와 같이 교육을 사회적 기능으로 본다면 교육학은 목적론·방법론이어서는 안 되며, 있는 그대로의 교육사실에서 교육의 본질·과정·법칙 등을 구해야 한다는 것이다.
```

## 같이 보기
- 현상학